# Oliver Twist (film, 1916)
Pour les articles homonymes, voir Oliver Twist (homonymie).

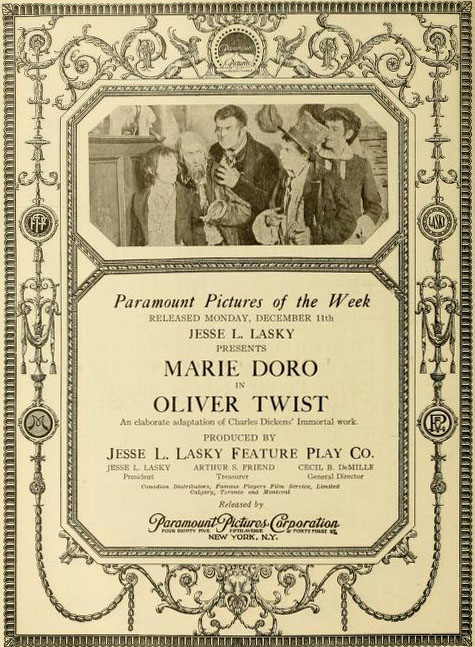
Annonce pour le film dans Moving Picture World.

Oliver Twist est un film américain réalisé par James Young, sorti en 1916.

## Fiche technique
- Réalisation : James Young
- Assistants réalisateurs : W. S. Van Dyke, Dudley Blanchard
- Scénario : James Young , Winthrop Ames d'après le roman Oliver Twist de Charles Dickens
- Producteur : Jesse Lasky
- Photographie : Harold Rosson
- Distributeur : Paramount Pictures
- Durée : 5 bobines
- Date de sortie : 10 décembre 1916

## Distribution
- Marie Doro : Oliver Twist
- Tully Marshall : Fagin
- Hobart Bosworth : Bill Sykes
- Raymond Hatton : Jack Hawkins, "The Artful Dodger"
- James Neill : Mr. Brownlow
- Edythe Chapman : Mrs. Brownlow
- Elsie Jane Wilson : Nancy
- Harry Rattenbury : Mr. Bumble
- Carl Stockdale : Monks
- W. S. Van Dyke : Charles Dickens